# 亚当·吉尔克里斯特
亚当·吉尔克里斯特（英語：Adam Gilchrist，1971年11月14日—），澳大利亚男子板球运动员。他曾代表澳大利亚国家队参加1998年英联邦运动会板球比赛，获得一枚银牌。